# 1927 dans les chemins de fer
chronologie des chemins de fer
1926 dans les chemins de fer - 1927 - 1928 dans les chemins de fer

## Évènements
- 13 avril, République démocratique du Congo : création de la Société de chemin de fer Léopoldville-Katanga-Dilolo (LKD).
- 24 août : accident ferroviaire de Sevenoaks dans le Kent en Angleterre.
- 30 septembre, France : fermeture à tout trafic régulier la ligne de Berck-Plage à Paris-Plage.
- Juin: Mise sous tension 1500 V Continu, de la section Bordeaux-Dax par la Compagnie du Midi, electrification se remarquant par les supports caténaires en forme d' ogives, existant toujours, au début du 21e Siecle.